# Eupelmus tibicinis
Eupelmus tibicinis is een vliesvleugelig insect uit de familie Eupelmidae. De wetenschappelijke naam is voor het eerst geldig gepubliceerd in 1963 door Boucek.